# 소스리아
《소스리아》(Sauceria)는 교원그룹 계열사인 (주)교원이 기획/제작한 애니메이션으로 (주)엑세스코리아가 유통/배급/제공하여, 2023년 2월 8일부터 5월 17일까지 매주 수요일 오후 5시 15분에 KBS 2TV에서 방영했다.

## 제작
해당 작품과 같은 이름으로 불리는 캐릭터 집단인 '소스리아'는 본 애니메이션을 제작한 회사인 교원의 모회사 교원그룹이 창작하였다. 이들의 바탕이 된 음식은 소스이다.

## 방영 시간
| 방송 채널 | 방송일                    | 방송 시간 |
| --------- | ------------------------- | --------- |
| KBS 2TV   | 2023년 2월 8일 ~ 5월 17일 | 종료      |

## 등장인물
- 케챠비(케첩)
- 핍삐(고추냉이)
- 머스.B(겨자소스)
- 요네시스 3세(마요네즈)
- 만능소스 선생님
- 챠챠
- 쿠쿠
- 디크
- 블랙타이크

## 우리말 출연
- 오로아(구 가빈): 케챠비, 머스.B
- 윤용식: 핍삐, 요네시스 3세
- 홍승효: 만능소스 선생님
- 김채하: 써니쵸, 천계왕
- 강새봄: 디크, 블랙타이크
- 남도형: 고사리

## 제작진
- 책임프로듀서 - 김자현
- 프로듀서 - 이순주
- 기획총괄 - 장동하
- 제작책임 - 김선미
- 기획프로듀서 - 장진훈
- 총감독 - 이현정
- 시나리오 - 박고은, 윤희수
- 스토리보드 - 김미연
- 배경디자인 - 한아름
- 홍보/마케팅 - 서동현, 조건, 이선주, 남아, 김민정, 김혜란
- 애니메이션연출/액팅 - 이하나, 김지영, 이다혜
- 음향효과/믹싱 - 뜻밖의 녹음실
- 더빙 녹음/믹싱 - 김남규
- 주제곡 작곡 - 뜻밖의 녹음실
- 주제가 작사 - 이현정
- 여는 노래 - 강은애
- 닫는 노래 - 이정은
- 홈페이지제작 - KBS미디어, 김하늘
- 종합편집 - 정혜원, 이수은
- 자막디자인 - 황은서
- 조연출 - 차한결
- 연출 - 이순주
- 기획 - KBS
- 제작 - KYOWON 교원, 엑세스코리아
- 유통/배급/제공 - 엑세스코리아
- ⓒ 2023. KYOWON Inc. All rights reserved.

## 방영 목록
| 화수       | 주제                             | 방송 일자       |
| 1화        | 사라진 레시피카드                | 2023년 2월 8일  |
| 1화        | 상한 우유 온천 1                 | 2023년 2월 8일  |
| 2화        | 상한 우유 온천 2                 | 2023년 2월 15일 |
| 2화        | 밀가루 괴물은 외로워             | 2023년 2월 15일 |
| 3화        | 달콤살벌 콘테스트                | 2023년 2월 22일 |
| 3화        | 비밀 재료의 숲                   | 2023년 2월 22일 |
| 4화        | 반짝반짝 눈꽃 빙수산을 구해줘    | 2023년 3월 1일  |
| 4화        | 당근이세요?                      | 2023년 3월 1일  |
| 5화        | 파프리카가 무서워                | 2023년 3월 8일  |
| 5화        | 버섯을 사랑해줘                  | 2023년 3월 8일  |
| 6화        | 눈물 쏙! 매콤한 양파를 조심해!   | 2023년 3월 15일 |
| 6화        | 미끌미끌 참기름을 구해줘         | 2023년 3월 15일 |
| 7화        | 전설의 황금쌀                    | 2023년 3월 22일 |
| 7화        | 마법의 황금 스푼                 | 2023년 3월 22일 |
| 8화        | 폭염속에 소스리아를 구하라       | 2023년 3월 29일 |
| 8화        | 가짜 대소동                      | 2023년 3월 29일 |
| 9화        | 머스.B와 콩나무                  | 2023년 4월 5일  |
| 9화        | 막강한 매운맛! 써니쵸의 등장     | 2023년 4월 5일  |
| 10화       | 꼬물꼬물 귀신의 손               | 2023년 4월 12일 |
| 10화       | 우당탕탕 요리대결 최후의 승자는? | 2023년 4월 12일 |
| 11화       | 달콤한 용기가 필요해             | 2023년 4월 19일 |
| 11화       | 전대 만능소스의 부활             | 2023년 4월 19일 |
| 12화       | 매콤한 짝사랑                    | 2023년 4월 26일 |
| 12화       | 말썽꾸러기 챠챠                  | 2023년 4월 26일 |
| 13화       | 전설의 재료, 황금란              | 2023년 5월 3일  |
| 13화       | 빛을 잃은 소스리아               | 2023년 5월 3일  |
| 14화       | 소스즈의 든든한 지원군 등장      | 2023년 5월 10일 |
| 14화       | 기다려라, 블랙쿠쿠               | 2023년 5월 10일 |
| 최종화(15) | 어둠을 이길 수 있는 단 하나의 힘 | 2023년 5월 17일 |
| 최종화(15) | 소스리아여, 다시 맛있어져라!     | 2023년 5월 17일 |